# Эгдада
Эгдада (чамал. Эдахъе авал) — село в Цумадинском районе Дагестана Российской Федерации. Входит в состав Верхнегакваринского сельсовета.

## Географическое положение
Село расположено на берегу реки Гаквари, на расстоянии 3 км к юго-востоку от села Верхнее Гаквари, центра сельского поселения, и 5,5 км к юго-западу от села Агвали, административного центра района.

## Население
| 1926 | 1939 | 1970 | 2002 | 2003 | 2004 | 2007 |
| ---- | ---- | ---- | ---- | ---- | ---- | ---- |
| 95   | ↗103 | ↗146 | ↘115 | ↗125 | ↗138 | ↗152 |
| 2010 | 2021 |      |      |      |      |      |
| ↗201 | ↘174 |      |      |      |      |      |

### Национальный состав
Эгдада — чамалалское село. По данным Всероссийской переписи населения 2010 года в селе проживало 201 человек.